# Heniorya longissima
Heniorya longissima är en mångfotingart som beskrevs av Cook 1896. Heniorya longissima ingår i släktet Heniorya och familjen kamjordkrypare. Inga underarter finns listade i Catalogue of Life.